# Papy
Papy (Папы) è un film drammatico del 2022 diretto da Anna Matison, Karen Oganesjan e Sergej Judakov.

## Trama
Il film racconta quattro storie sul tema dell'amore paterno e su quanto possano diversificarsi i rapporti tra padri e figli, indipendentemente dalla loro età.